# Atractus collaris
Espèce
Atractus collaris est une espèce de serpents de la famille des Dipsadidae.

## Répartition
Cette espèce se rencontre dans le Nord-Est du Pérou, dans l'est de l'Équateur et dans le sud-est de la Colombie.

## Étymologie
Son nom d'espèce, du latin collaris, « collier », fait référence à sa livrée.

## Publication originale
- Peracca, 1897 : Intorna ad una piccola raccolta di Rettili di Cononacco (Perù orientale). Bollettino dei Musei di Zoologia e di Anatomia Comparata della R. Università di Torino, vol. 12, no 284, p. 1-7 (texte intégral).